# Campyloneurus lasiofacialis
Campyloneurus lasiofacialis (лат.) — вид паразитических наездников рода Campyloneurus из семейства Braconidae.

## Распространение
Китай (Yunnan)

## Описание
Мелкие бракониды (от 7 до 9 мм). Усики тонкие, нитевидые, состоят из 50 члеников. От близких видов отличается следующими признаками: яйцеклад относительно длинный и равен 0,4-0,6 × длины тела (у сходного вида Campyloneurus  brunneomaculatus яйцеклад равен 0,2 × длины тела); второй тергит метасомы со срединно-базальным треугольным участком грубо скульптурирован; голова равномерно чёрная; второй — четвертый тергиты метасомы со сходными отчетливыми продольными бороздками; жгутики усиков чёрные.
Третий тергит брюшка в задней части с хорошо развитой зазубренной поперечной бороздкой. Усики длиннее переднего крыла; дорсальный клипеальный край килевидный; брюшко гладкое и блестящее. Предположительно эктопаразитоиды личинок жуков.